# Evangelische Alliantie Vlaanderen
De Evangelische Alliantie Vlaanderen is een koepelorganisatie van 200 evangelische gemeenten en 30 organisaties die allen aangesloten zijn bij een van de vier deelorganisaties. De EAV maakt op haar beurt deel uit van  de Federale Synode van Protestantse en Evangelische Kerken in België (FSPEKB), de Europese Evangelische Alliantie (EEA) en de Wereld Evangelische Alliantie (WEA). De organisatie tracht een platform aan te bieden voor ontmoeting en samenwerking tussen de verschillende evangelische bewegingen in Vlaanderen. Voorzitter is Kris Vleugels.

## Geschiedenis
DE EAV is gesticht in 1980 en had als doel het medezeggenschap in het Protestants godsdienstonderwijs te verwerven en het oprichten van de Evanglische Radio- en Televisie Stichting (beter bekend als ERTS-TV) op te richten. 
Sinds het jaar 2000 zijn deze wensen ingewilligd door de overheid en heeft de organisatie een plaats verworven in de Administratieve Raad voor de Protestants-Evangelische Eredienst (ARPEE).

## Aangesloten denominaties
- het Verbond van Vlaamse Pinkstergemeenten (VVP) dat uit 117 gemeenten en 8 organisaties bestaat[1]
- de Vrije Evangelische Gemeenten (VEG) dat 30 gemeenten vertegenwoordigt[2],
- de Evangelische Christengemeenten in Vlaanderen (ECV) dat 20 gemeenten vertegenwoordigt
- de Belgische Evangelische Zending (BEZ) die 14 gemeenten vertegenwoordigt.